# Liste civique (Slovénie)
Pour les articles homonymes, voir Liste civique.
La Liste civique (en slovène : Državljanska lista, DL) est un parti politique libéral slovène, fondé en 2011 par Gregor Virant, ancien ministre de l'Administration publique.

## Historique

### Création
Le 10 octobre 2011, trois semaines après la chute du gouvernement minoritaire de centre gauche du social-démocrate Borut Pahor, Gregor Virant — ministre de l'Administration publique entre 2004 et 2008 — annonce son intention de créer un nouveau parti, en vue de participer aux élections législatives anticipées du 4 décembre.
Ayant reçu le soutien de l'homme d'affaires Ivo Boscarol, propriétaire de la compagnie aérienne Pipistrel, et de Peter Jambrek, considéré comme le père de la Constitution, il fonde officiellement son parti, qui prend le nom de Liste civique de Gregor Virant (DLGV), le 21 octobre.

### Participation gouvernementale
Lors des élections anticipées, il remporte 8,3 % des voix et 8 députés sur 90, se classant en quatrième position. Il affirme alors être ouvert à une collaboration avec Slovénie positive (PS), parti de centre gauche arrivé en tête de l'élection. Toutefois, il choisit de s'associer avec le centre droit, permettant l'élection de Virant à la présidence de l'Assemblée nationale et l'entrée de ministres au gouvernement de Janez Janša.
Lors du congrès du 24 avril 2012, le parti se renomme « Liste civique » (DL) et reconduit son président. Le 23 janvier 2013, prenant acte du refus du président du gouvernement, cité dans une affaire de corruption, de démissionner, la DL décide de se retirer de la coalition au pouvoir, faisant perdre sa majorité à Janša. Deux mois plus tard, il réintègre le gouvernement, au sein d'une coalition dirigée par Alenka Bratušek, du parti de centre gauche Slovénie positive (PS).
Le parti reçoit 0,63 % des suffrages exprimés lors des élections législatives du 13 juillet 2014, et est donc exclu de l'Assemblée nationale.

## Résultats électoraux

### Élections législatives
| Année | %   | #      | Députés | Gouvernement                                                              |
| ----- | --- | ------ | ------- | ------------------------------------------------------------------------- |
| 2011  | 8,4 | 4e     | 8 / 90  | Janša II (2012-01/2013), opposition (01-03/2013), Bratušek (03/2013-2014) |
| 2014  | 0,7 | 13e () | 0 / 90  | Extra-parlementaire                                                       |

### Élections européennes
| Année | %   | #   | Députés | Groupe              |
| ----- | --- | --- | ------- | ------------------- |
| 2014  | 1,1 | 13e | 0 / 8   | Extra-parlementaire |